# Apona ligustri
Apona ligustri là một loài bướm đêm thuộc họ Eupterotidae. Loài này được Rudolf Mell mô tả năm 1929. Loài này có ở Trung Quốc.